# Akazienmäuse
Die Akazienmäuse (Grammomys), auch als Afrikanische Buschmäuse bezeichnet, sind eine ausschließlich in Afrika beheimatete Gattung von Langschwanzmäusen. 

## Allgemeines
Diese schlanken Mäuse wiegen zwischen 18 und 65 Gramm, die Kopf-Rumpflänge beträgt etwa 9,7 bis 14 Zentimeter, der Schwanz ist 14 bis 20 Zentimeter lang und an der Spitze behaart. Die Färbung variiert oberseits zwischen rötlich-braun bis gelblich. Die weiße Unterseite ist deutlich von der Oberseite abgesetzt. Äußerlich können die Akazienmäuse von den recht ähnlichen Dickichtratten durch den relativ längeren Schwanz, die schmalen Hinterfüße und die zumeist blassere Grundfärbung unterschieden werden.
Drei bisher untersuchte Arten (G. rutilans, G. cometes, G. dolichurus) bewohnen Hochgrasgebiete, feuchte Wälder und Flächen mit Sekundärvegetation. Alle drei sind nachtaktiv und baumbewohnend. Die Nester befinden sich in Baumlöchern, Gebäuden oder Pflanzenknäulen in einer Höhe von 0,5 bis 4 Meter über dem Boden. Die Art Grammomys dolichurus ist ein wichtiges Versuchstier in der Malariaforschung geworden und daher relativ gut erforscht. Sie ernährt sich vor allem von grünen Halmen, Früchten, Nüssen, Blumen und anderen pflanzlichen Bestandteilen, frisst aber auch Insekten. Diese Art lebt einzelgängerisch. Das Weibchen bringt vor allem in den feuchten Monaten alle 5 bis 6 Wochen einen Wurf mit meist zwei bis vier Jungen zur Welt.

## Systematik
Die Akazienmäuse wurden häufig nur als Untergattung der Dickichtratten (Thamnomys) betrachtet. Studien mitochondrialer DNA bringen sie dagegen in die direkte Nähe zu den Afrikanischen Buschratten (Aethomys). Wilson & Reeder (2005) ordnen sie der Oenomys-Gruppe zu. Nach genetischen Untersuchungen von Lecompte et al. (2008) sind sie Teil einer vorwiegend afrikanischen Radiation der Altweltmäuse, die als Arvicanthini zusammengefasst werden.
Wilson & Reeder (2005) unterscheiden folgende zwölf Arten:
- Grammomys aridulus ist nur von einer Fundstelle im westlichen Sudan bekannt.
- Grammomys buntingi ist eine sehr seltene Art, die vom Senegal bis zur Elfenbeinküste vorkommt.
- Grammomys caniceps lebt an der Küste Somalias und Kenias.
- Grammomys cometes kommt im östlichen Simbabwe, dem südlichen Mosambik und dem nordöstlichen Südafrika vor.
- Grammomys dolichurus kommt im östlichen Afrika vom Sudan bis Südafrika vor.
- Grammomys dryas bewohnt das Ruwenzori- und Kivu-Gebiet im Osten der Demokratischen Republik Kongo, Uganda und Burundi.
- Grammomys gigas lebt nur im Bereich des Mount Kenya in Kenia.
- Grammomys ibeanus ist entlang des Ostafrikanischen Grabenbruchs vom südlichen Sudan bis Malawi verbreitet.
- Grammomys kuru bewohnt das Kongobecken von der Zentralafrikanischen Republik bis Uganda.
- Grammomys macmillani hat ein bruchstückhaftes Vorkommen vom Sudan bis Tansania, möglicherweise lebt die Art auch im westlichen Afrika.
- Grammomys minnae ist in Äthiopien endemisch.
- Grammomys poensis ist im westlichen Afrika von Guinea bis Angola verbreitet.

G. kuru und G. poensis werden häufig zu einer Art zusammengefasst. Die frühere Bezeichnung für diese Art, G. rutilans, ist jedoch ungültig.
Die IUCN listet G. gigas als „stark gefährdet“ (endangered), G. minnae als „gefährdet“ (vulnerable) und G. dryas als „gering gefährdet“ (near threatened). Für G. aridulus, G. buntingi und G. caniceps sind „zuwenig Daten vorhanden“ (data deficient), die übrigen Arten sind „nicht gefährdet“ (least concern).